# Monte Grande (Arce)
Monte Grande è una collina situata fra le località di Tramonti, Colleolivo e La Valle nel comune di Arce, comprendendole in parte.
La sua altitudine è di 358 m s.l.m. ed è principalmente caratterizzato dalla numerosa presenza di olivi e querce (farnie), nei quali durante il periodo delle migrazioni vi trovano rifugio i gruccioni, i falchi bianconi e altri tipi di uccelli migratori.
Sulla sua sommità è presente un insediamento fortificato detto il "Castellaccio", di epoca pre-romana.

## Eventi storici
Il 27 ed il 28 maggio 1944 Monte Grande assieme a Monte Piccolo rappresentarono il terreno di scontro tra le Forze Alleate anglo-americane e l'esercito tedesco. Tale battaglia fece seguito allo sfondamento del fronte di Cassino da parte degli alleati. Le Welsh Guards e le Coldstream Guards ebbero il compito di snidare i tedeschi attaccandoli, le prime sul Monte Grande le seconde sul Monte Piccolo. La feroce battaglia permise ad ulteriori reparti inglesi della Lothian Force e delle Welsh Guards di avanzare sulla via Casilina e di entrare vittoriose in Arce. La liberazione coincise con il giorno dedicato al patrono di Arce.